# Альтернатива Тітса
Альтернати́ва Ті́тса — теорема про будову скінченно породжених лінійних груп. Названа на честь Жака Тітса.

## Формулювання
Нехай {\displaystyle G} скінченно породжена лінійна група над деяким полем. Тоді для {\displaystyle G} виконується рівно одне з таких тверджень
- Або {\displaystyle G} майже розв'язна, тобто містить розв'язну підгрупу скінченного індексу.
- Або {\displaystyle G} містить підгрупу, ізоморфну вільній групі з двома твірними.

## Наслідки
- Лінійна група не аменабельна, тоді й лише тоді, коли вона містить неабелеву вільну групу.
  - Іншими словами, гіпотеза фон Неймана справедлива й для лінійних груп.
- Альтернатива Тітса є важливим компонентом у доведенні теореми Громова про групи поліноміального зростання.

## Варіації та узагальнення
Кажуть, що група {\displaystyle G} задовольняє альтернативу Тітса, якщо кожна підгрупа {\displaystyle H<G} майже розв'язна або містить неабелеву вільну підгрупу. Іноді у визначенні додатково припускають, що {\displaystyle H} скінченно породжена.
Прикладами груп, що задовольняють альтернативу Тітса, є лінійні групи, а також:
- Гіперболічні групи
- Група класів перетворень поверхні[1][2]
- {\displaystyle Out(F_{n})}[en][3]

Приклади груп, що не задовольняють альтернативу Тітса:
- Група Григорчука ;
- Група F Томпсона .

## Про доведення
У доведенні розглядають замикання {\displaystyle {\bar {G}}} групи {\displaystyle G} у топології Зариського. Якщо {\displaystyle {\bar {G}}} розв'язна, то й група {\displaystyle G} розв'язна. В іншому випадку переходять до розгляду образу {\displaystyle G} в компоненті Леві {\displaystyle {\bar {G}}}. Якщо вона некомпактна, то пінг-понг лема завершує доведення. Якщо вона компактна, то або всі власні значення елементів у образі {\displaystyle G} є коренями одиниці, отже, образ {\displaystyle G} скінченний, або можна знайти вкладення, для якого застосовна пінг-понг лема.